# Kitagawia
Kitagawia is een geslacht uit de schermbloemenfamilie (Apiaceae). De soorten komen voor in de gematigde delen van Azië.
Het geslacht is onderwerp van controverse over de fylogenetische positie en morfologische afbakening. Onderzoek dat fylogenomics en morfologische analyse combineert, heeft aangetoond dat Kitagawia verschilt van Peucedanum sensu lato en nauwer aansluit bij de stam Selineae. Dit geslacht is verdeeld in twee subclades, wat aangeeft dat Kitagawia mogelijk opnieuw moet worden gedefinieerd om slechts één van deze subclades op te nemen, gebaseerd op een reeks morfologische kenmerken. De studie ondersteunt de scheiding van Kitagawia van Peucedanum sensu lato en onderstreept de taxonomische complexiteit binnen deze familie.

## Soorten
- Kitagawia baicalensis (Redowsky ex Willd.) Pimenov
- Kitagawia eryngiifolia (Kom.) Pimenov
- Kitagawia formosana (Hayata) Pimenov
- Kitagawia litoralis (Vorosch. & Gorovoj) Pimenov
- Kitagawia macilenta (Franch.) Pimenov
- Kitagawia pilifera (Hand.-Mazz.) Pimenov
- Kitagawia praeruptora (Dunn) Pimenov
- Kitagawia stepposa (Y.H.Huang) Pimenov
- Kitagawia terebinthacea (Fisch. ex Trevir.) Pimenov

... · 
Aciphylla · 
Actinotus · 
Aegopodium · 
Aethusa · 
Ammi (Akkerscherm) · 
Anethum · 
Angelica (Engelwortel) · 
Anisotome · 
Anthriscus (Kervel) · 
Apium (Moerasscherm) · 
Artedia · 
Astrantia (Sterrenscherm) · 
Athamanta · 
Azorella · 
Berula · 
Bifora · 
Bunium · 
Bupleurum (Goudscherm) · 
Carum (Karwij) · 
Caucalis · 
Chaerophyllum (Ribzaad) · 
Cicuta · 
Conium · 
Conopodium · 
Coriandrum · 
Crithmum · 
Cuminum · 
Daucus · 
Eryngium (Kruisdistel) · 
Falcaria · 
Ferula · 
Foeniculum · 
Heracleum (Berenklauw) · 
Levisticum · 
Myrrhis · 
Oenanthe (Torkruid) · 
Orlaya · 
Pastinaca (Pastinaak) · 
Petroselinum (Peterselie) · 
Peucedanum (Varkenskervel) · 
Pimpinella (Bevernel) · 
Pycnocycla ·
Sanicula · 
Scandix · 
Selinum · 
Silaum · 
Sium · 
Smyrnium (Zwarte kervel) · 
Steganotaenia · 
Thapsia · 
Thaspium · 
Thecocarpus · 
Tiedemannia · 
Tilingia · 
Torilis (Doornzaad) · 
Xanthosia · 
...